# Bewacyzumab
Bewacyzumab, bewacizumab – biotechnologiczny lek przeciwnowotworowy.

## Właściwości
Bewacyzumab jest rekombinowanym, humanizowanym przeciwciałem monoklonalnym wytwarzanym na drodze rekombinacji DNA w komórkach jajnika chomika chińskiego.
Działa przez wiązanie się z czynnikami wzrostu śródbłonka naczyniowego, hamując ich wiązanie z receptorami na powierzchni komórek śródbłonka. Zmniejszając unaczynienia nowotworów litych, prowadzi do hamowania ich wzrostu.

## Zastosowanie
W badaniach klinicznych działanie przeciwnowotworowe stwierdzono względem wielu nowotworów (m.in. raka jelita grubego, sutka, trzustki, gruczołu krokowego, nerki, niedrobnokomórkowego raka płuca, nowotworów głowy i szyi oraz niektórych złośliwych chorób rozrostowych krwi).
Bewacyzumab stosowany u chorych na raka okrężnicy lub odbytnicy z przerzutami wydłuża przeżycie. Jest pierwszym lekiem hamującym angiogenezę zarejestrowanym przez amerykańską Agencję Żywności i Leków w pierwszoliniowej terapii raka okrężnicy i odbytnicy z przerzutami.
Bewacyzumab jest stosowany także w zwyrodnieniu plamki żółtej i niektórych innych schorzeniach okulistycznych związanych z nowotworzeniem naczyń (na przykład retinopatii cukrzycowej).

## Działania niepożądane
Najczęstsze niepożądane działania bewacyzumabu to nadciśnienie tętnicze, białkomocz, zaburzenia krzepnięcia krwi i epizody krwawienia.

## Preparaty
- Avastin